# École normale de Rufisque
Die École normale de Rufisque war eine Lehrerbildungsanstalt für Mädchen aus Französisch-Westafrika in Rufisque in Senegal. Sie bestand von 1938 bis 1958.

## Geschichte
Die École normale de Rufisque wurde 35 Jahre nach der prestigeträchtigen École normale William Ponty für Knaben als deren Gegenstück für Mädchen gegründet. Die von der Kolonialverwaltung betriebene Lehrerbildungsanstalt bot die höchste Schulbildung, die Mädchen in Französisch-Westafrika erlangen konnten. Die erste Direktorin der Schule war von 1938 bis 1945 die Französin Germaine Le Goff.
Aufgenommen wurden Mädchen im Alter von 13 bis 20 Jahren aus ganz Französisch-Westafrika. Anfangs waren besonders viele Schülerinnen aus den südlichen Kolonien wie Dahomey darunter und wenige direkt aus Senegal. Die Ausbildung dauerte vier Jahre. Die Mädchen durften nur französisch miteinander sprechen und trugen selbstangefertigte Schuluniformen. Der Schule war ein Internat angeschlossen. Während des von November bis Juli dauernden Schuljahres waren die Mädchen von ihren Familien getrennt. Die Schuljahresabschlussfeiern wurden von den Rufisquoises gemeinsam mit den Pontins aus der Knabenschule begangen.
Insgesamt absolvierten rund 800 Schülerinnen die École normale de Rufisque während ihres Bestehens von 1938 bis 1958.
Das erhaltene Schulgebäude beherbergt seit 1972 das Lycée Abdoulaye Sadji.

## Lehrplan
Das Ziel der École normale de Rufisque bestand sowohl darin, Lehrerinnen für Grundschulen auszubilden, als auch in der Erziehung künftiger Ehefrauen von höher gebildeten afrikanischen Männern. Besonders in den ersten Jahren ihres Bestehens war die Schule stark an französischen Bildungszielen des 19. Jahrhunderts orientiert.
In den 1950er Jahren konnte die École normale de Rufisque mit einem Baccalauréat abgeschlossen werden.
|                                | 1. Jahr | 2. Jahr | 3. Jahr | 4. Jahr |
| ------------------------------ | ------- | ------- | ------- | ------- |
| Moral                          | 2 Std.  | 2 Std.  | 2 Std.  | 2 Std.  |
| Französisch                    | 7 Std.  | 7 Std.  | 7 Std.  | 7 Std.  |
| Mathematik                     | 3 Std.  | 3 Std.  | 3 Std.  | 2 Std.  |
| Physik und Naturwissenschaften | 3 Std.  | 3 Std.  | 3 Std.  | 2 Std.  |
| Geschichte und Geografie       | 2 Std.  | 2 Std.  | 2 Std.  | 2 Std.  |
| Haushalt                       | 1 Std.  | 1 Std.  | 1 Std.  | 1 Std.  |
| Zeichnen, Musik und Singen     | 3 Std.  | 3 Std.  | 3 Std.  | 3 Std.  |
| Hauswirtschaftslehre           | 8 Std.  | 8 Std.  | 8 Std.  | 8 Std.  |
| Pädagogik                      | –       | –       | –       | 2 Std.  |
| Leibeserziehung                | 5 Std.  | 5 Std.  | 5 Std.  | 5 Std.  |
| Gesamt                         | 34 Std. | 34 Std. | 34 Std. | 34 Std. |

## Bekannte ehemalige Schülerinnen
- Mariama Bâ (1929–1981), senegalesische Schriftstellerin
- Henriette Diabaté (* 1935), ivorische Politikerin und Historikerin
- Fatou Djibo (1927–2016), nigrische Frauenrechtlerin
- Jeanne Martin Cissé (1926–2017), guineische Politikerin
- Annette Mbaye d’Erneville (* 1926), senegalesische Schriftstellerin und Journalistin